# 日本橋久松町
日本橋久松町（にほんばしひさまつちょう）は、東京都中央区の地名で、旧日本橋区に当たる日本橋地域内である。「丁目」の設定のない単独町名である。住居表示実施済区域。

## 概要
日本橋地域の中でも、公的な施設が集約したエリアである。「久松」や「久松町」の名称が、警察署名や学校名などに使用されていることで知られている。古くは江戸初期に開さくされた浜町堀で大川に接し、物資の輸送路として大きな役割を果たし、のちに浜町川と呼ばれた地である。
中央区が定める正式な英語ローマ字表記は Nihonbashi-hisamatsucho である。

## 歴史
1617年（元和3年）に村松町から分かれて久松町となる。住居表示の実施により、旧日本橋久松町から現日本橋浜町に町域の一部を譲り日本橋橘町の一部を吸収、現在の久松町の形になった。

### 旧町名
- 日本橋橘町
- 日本橋久松町（旧）

## 世帯数と人口
2023年（令和5年）1月1日現在（中央区発表）の世帯数と人口は以下の通りである。
- 世帯数 : 402世帯
- 人口 : 741人

### 人口の変遷
国勢調査による人口の推移。
| 年                 | 人口 |
| ------------------ | ---- |
| 1995年（平成7年）  | 219  |
| 2000年（平成12年） | 220  |
| 2005年（平成17年） | 249  |
| 2010年（平成22年） | 521  |
| 2015年（平成27年） | 622  |
| 2020年（令和2年）  | 663  |

### 世帯数の変遷
国勢調査による世帯数の推移。
| 年                 | 世帯数 |
| ------------------ | ------ |
| 1995年（平成7年）  | 94     |
| 2000年（平成12年） | 98     |
| 2005年（平成17年） | 132    |
| 2010年（平成22年） | 287    |
| 2015年（平成27年） | 365    |
| 2020年（令和2年）  | 367    |

## 学区
区立小・中学校に通う場合、学区は以下の通りとなる（2025年4月現在）。
- 区域 : 全域
  - 小学校 : 中央区立久松小学校
  - 中学校 : 中央区立日本橋中学校

## 事業所
2021年（令和3年）現在の経済センサス調査による事業所数と従業員数は以下の通りである。
| 町丁         | 事業所数  | 従業員数 |
| ------------ | --------- | -------- |
| 日本橋久松町 | 188事業所 | 2,523人  |

### 事業者数の変遷
経済センサスによる事業所数の推移。
| 年                 | 事業者数 |
| ------------------ | -------- |
| 2016年（平成28年） | 195      |
| 2021年（令和3年）  | 188      |

### 従業員数の変遷
経済センサスによる従業員数の推移。
| 年                 | 従業員数 |
| ------------------ | -------- |
| 2016年（平成28年） | 2,863    |
| 2021年（令和3年）  | 2,523    |

## 地域
教育
- 中央区立久松小学校 - 東京都内でも最も歴史ある公立小学校（久松幼稚園も同敷地内にある）
- 中央区立久松幼稚園

公園
- 久松児童遊園 - 明治中期のピストル強盗犯清水定吉を捕らえ、殉職した久松警察署の小川佗吉郎巡査から名をとった小川橋がかつてあり、その由来を記した碑がある[5]。

施設
- 久松町区民館
- 日本橋休日応急診療所

## その他

### 日本郵便
- 郵便番号 : 103-0005[3]（集配局 : にほんばし蔵前郵便局[16]）。

### 管轄等
- 久松警察署 - 同町が所在地で、周辺の管轄に当たる。
- 日本橋消防署 - 同町周辺の管轄に当たる。（所在地：日本橋兜町）